# Penya Tòtil
La Penya Llevantinista Tòtil és una penya d'aficionats del Llevant Unió Esportiva, que té presència majoritàriament a Picanya, on té la seu social, i el seu president és Xavier Rius i Torres. La seua ubicació a l'Estadi Ciutat de València és a la grada d'Alboraia. Cada any entreguen 6 premis Tòtil. L'objectiu dels premis és compartir una estona amb gent llevantinista i homenatjar als premiats.
La penya té una línia valencianista, progressista i antifeixista. Un dels seus objectius quan es fundà va ser la valencianització del club, aconseguint que la directiva tinga en compte el valencià en els cartells, el web del club, i l'himne del centenari. A més, des de la penya destinen el 10% dels seus beneficis a entitats benéfiques. El desembre de 2012 membres de la penya van mostrar una pancarta a favor de l'ensenyament en valencià durant un partit contra el RCD Mallorca. La penya Tòtil va començar el 2004 una campanya per a demanar que la RFEF reconeguera oficialment el trofeu de Copa de l'Espanya Lliure que el Llevant FC va aconseguir l'any 1937, i que no era reconegut per haver-se disputat en la zona republicana durant la Guerra Civil Espanyola.